# 赛义德·阿卜杜拉帕夏
赛義德·阿卜杜拉帕夏（土耳其語：Seyyid Abdullah Pasha；？—1761年3月），是阿拉伯人出身的奧斯曼帝國政治家，並在1747-1750年間出任大維齊爾。曾在1745-47年出任塞浦路斯省總督，1746年出任拉卡省總督，1750年出任科尼亞總督、1750年-51年任奧斯曼波士尼亞省總督，1751-52年出任埃及省總督、1752年-60年出任迪亞巴克爾省總督，1760年出任阿勒頗省總督。
赛義德·阿卜杜拉帕夏出生於基爾庫克，他的父親赛義德·哈桑帕夏也曾擔任過大維齊爾的職位，赛義德·阿卜杜拉帕夏年輕時曾於伊斯坦堡培養官員的恩德倫學校學習，並在1745年成為維齊爾。
他在1760年3月死於擔任阿勒頗省長的任上。